# Narseh
Narseh, död 302, var en persisk kung av den sassanidiska ätten. Han regerade mellan 293 och 302.